# LDV Group

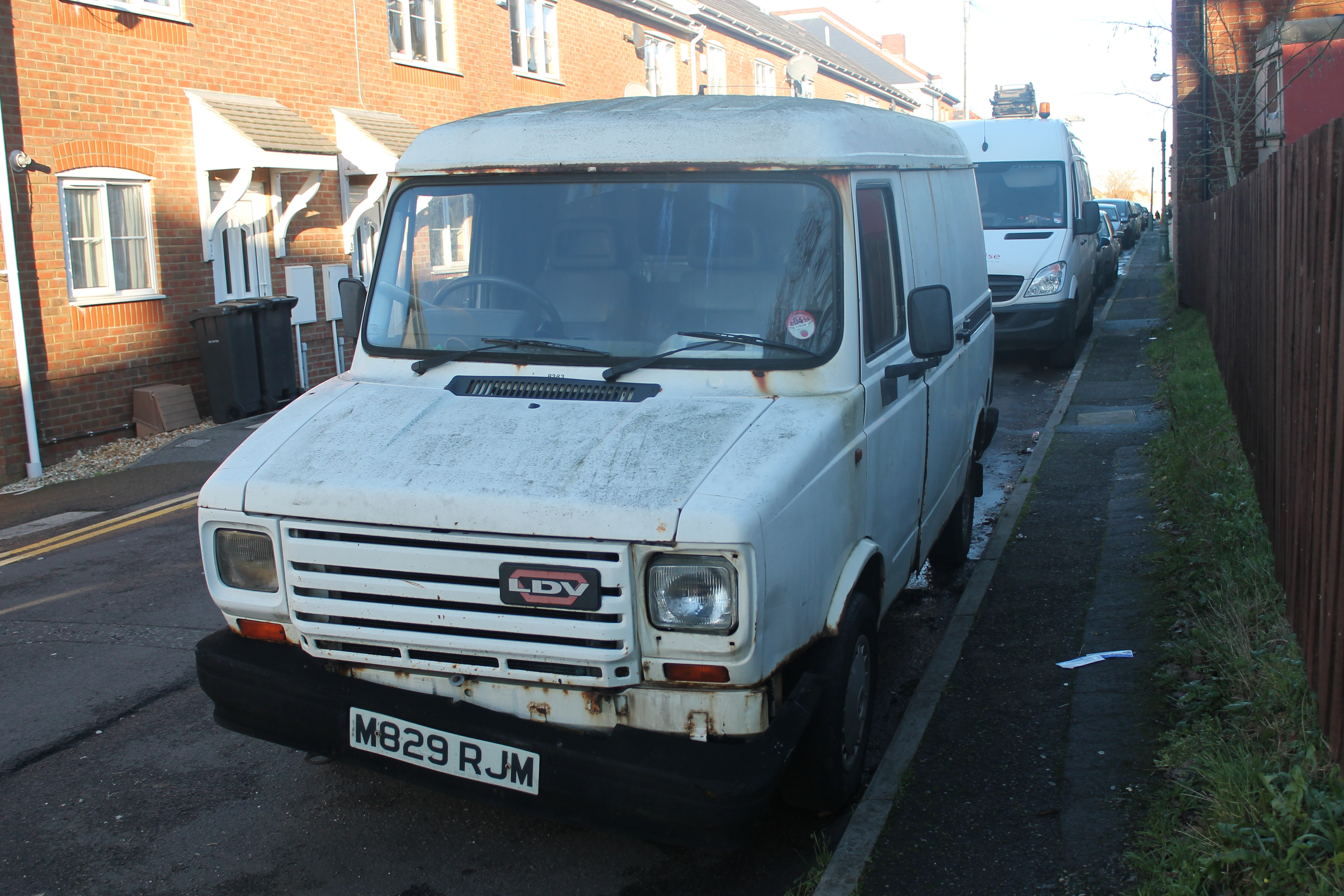
LDV 200

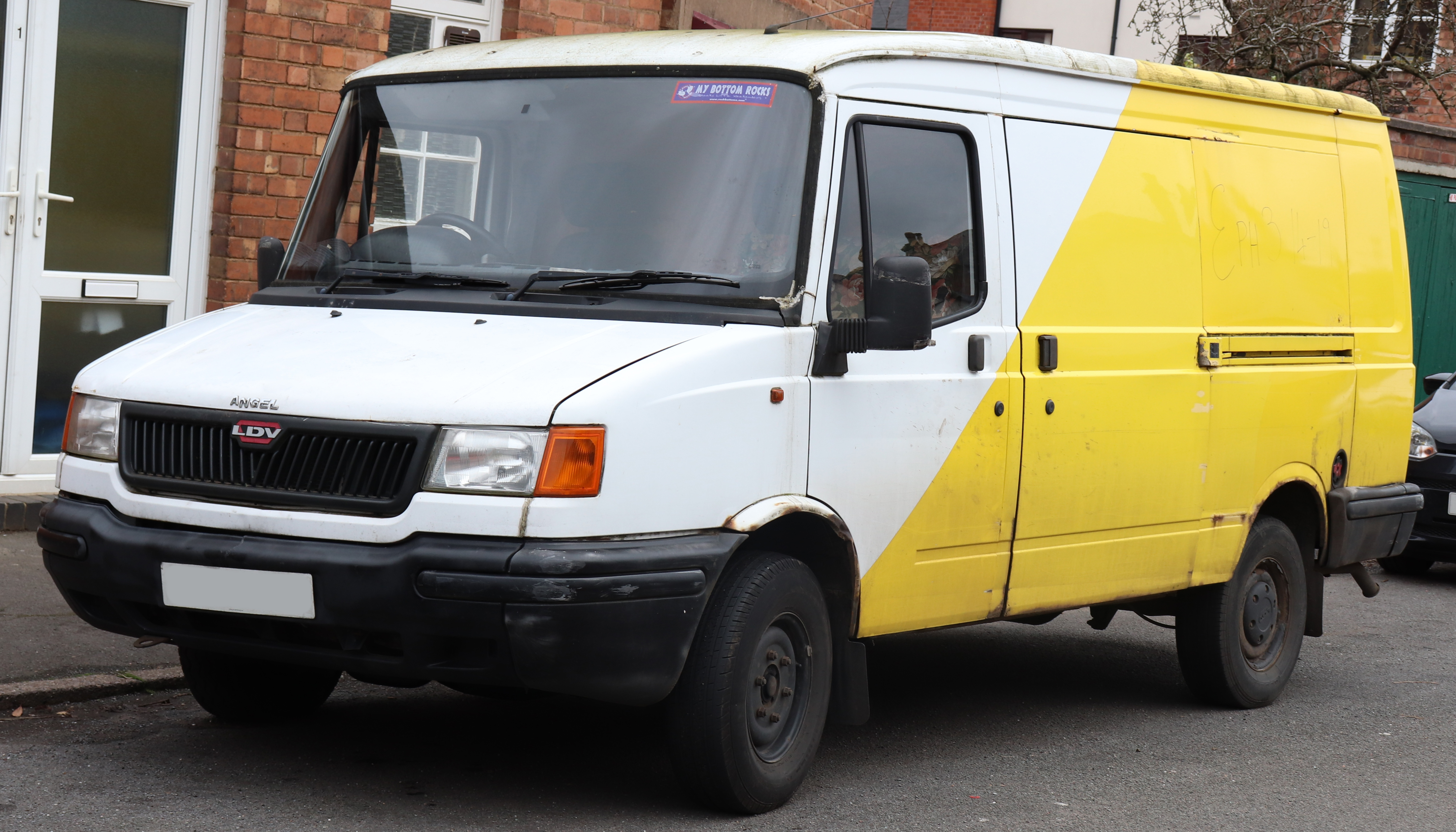
LDV Convoy

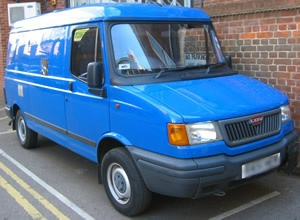
LDV Pilot

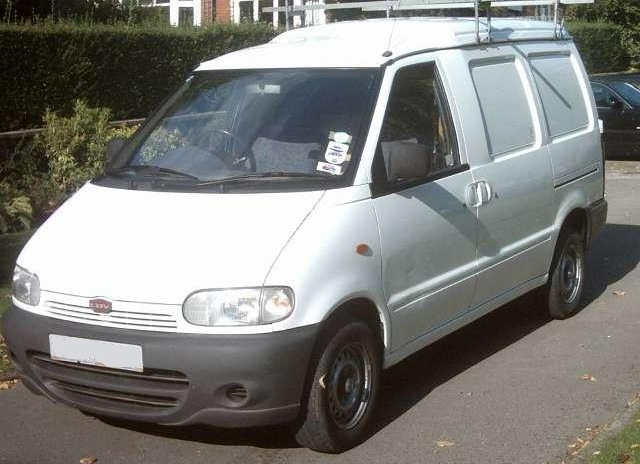
LDV Cub

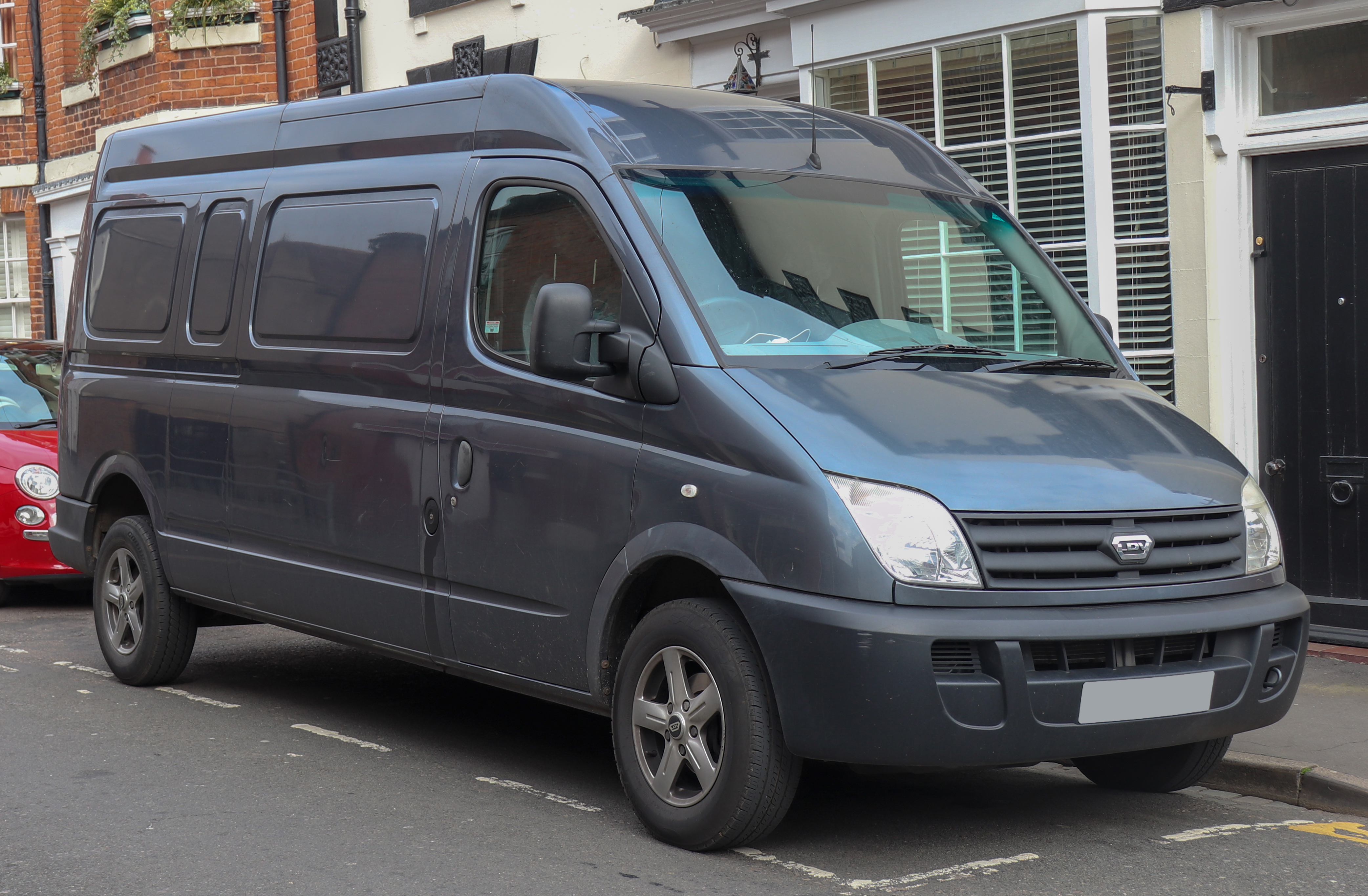
LDV Maxus

LDV Group – dawny brytyjski producent samochodów dostawczych, z siedzibą w Birmingham, działający w latach 1993–2009.

## Historia
Zakład samochodów dostawczych Leyland DAF po upadłości tego przedsiębiorstwa został wykupiony przez jego zarząd. 24 kwietnia 1993 r. powstało przedsiębiorstwo Leyland DAF Vans Ltd.. W maju 1994 roku zmieniło ono nazwę na LDV Ltd.. Produkowano dwie serie samochodów dostawczych, średnich o dopuszczalnej masie całkowitej do 2,8 tony (LDV 200) i dużych do 3,5 tony (LDV 400). Bazowały one na produkowanym przez British Leyland od 1974 roku modelu Leyland/Morris/Freight Rover Sherpa oraz jego następcy, modelu Leyland DAF 200/400. W 1996 roku wprowadzono ich następców: odpowiednio modele LDV Pilot i LDV Convoy. Stosowano w nich silniki Diesla produkcji Peugeot o pojemności 1,9 l oraz 2,5 l. Od 1998 roku w ofercie przedsiębiorstwa pojawił się również model LDV Cub produkowany przez przedsiębiorstwo Nissan Motor Iberica na bazie Nissana Vanette Cargo.
Od marca 1995 do 1998 roku montowano w Polsce w standardzie SKD samochody dostawcze LDV 400, a potem LDV Convoy w Wytwórni Silników Wysokoprężnych Andoria. 

### Partnerstwo z Daewoo
W latach 1998–2000 montaż kontynuowała fabryka Daewoo Motor Polska. W samochodach tych montowano m.in. silniki 4CT90 z Andorii. W latach 1998–2001 50% akcji przedsiębiorstwa należało do Daewoo Motor Poland. Opracowywano wówczas projekty dwóch samochodów dostawczych, DB 100 (mniejszy) oraz LD 100 (większy). W 2004 roku LDV zakupiło od Syndyka Masy Upadłościowej Daewoo Motor Poland projekt samochodu dostawczego LD 100 projektowanego wspólnie w Wielkiej Brytanii, Polsce i Korei oraz wyposażenie techniczne do jego produkcji od upadłego Daewoo Motor Poland. Zakupiony projekt LDV wdrożyło do produkcji seryjnej pod własną marką w 2004 roku. Model ten nosił nazwę LDV Maxus.

### Przejęcie przez GAZ
Korporacja zatrudniała około 2000 osób i produkowała około 13 000–20 000 pojazdów rocznie. Od drugiej połowy lat 90. produkcja stopniowo spadała, a przedsiębiorstwo popadło w kłopoty finansowe. Pod koniec 2005 roku LDV zbankrutowało. Przedsiębiorstwo zostało przejęte przez grupę inwestorów, która w połowie 2006 roku sprzedała je rosyjskiemu przedsiębiorstwu GAZ, kontrolowanemu przez Olega Dieripaskę. Od tego czasu produkcja zaczęła stopniowo rosnąć osiągając w 2006 r. – 6990 szt., w 2007 r. – 10 418 sztuk. Przedsiębiorstwo VM Motori, produkujące silniki Diesla dla LDV, zostało wspólnie przejęta przez General Motors i GAZ. 
W październiku 2008 roku przedsiębiorstwo First Truck International rozpoczęło oficjalną sprzedaż samochodów dostawczych LDV Maxus w Polsce. Z początkiem lutego 2009 roku została wprowadzona również odmiana 3500 EF z przedłużoną ramą o maksymalnej długości zabudowy 4200 mm i dopuszczalnej masie całkowitej 3,5 t.

### Bankructwo
W kwietniu 2009 roku LDV ogłosiło wniosek o upadłość, a w maju akcje należące do grupy GAZ zostały sprzedane malezyjskiemu przedsiębiorstwu Weststar. Strona rosyjska pomimo sprzedaży brytyjskiej marki zachowała prawo do produkcji modelu LDV Maxus w Rosji i jego sprzedaży na rynku państw należących do WNP. 15 października 2009 roku akcje LDV wykupiło chińskie przedsiębiorstwo ECO Concept, a w 2010 roku ostatecznie chiński SAIC Motor, który rozpoczął w Chinach w 2011 roku produkcję modelu LDV Maxus pod nową marką Maxus jako Maxus V80.

## Modele samochodów

### Historyczne
- 200 (1993–1996)
- 400 (1993–1996)
- Pilot (1996–2006)
- Convoy (1996–2006)
- Cub (1998–2001)
- Maxus (2004–2009)